# Бершадський край
«Бершадський край» — громадсько-політична друкована газета Бершадського району, Вінницької області. Головний редактор — Федір Харитонович Шевчук. У 2001 та 2004 рр. «Бершадський край» був обраний найкращою газетою серед районних газет України

## Історія
Газета була заснована 24 липня 1920 року під назвою «Вісті Бершадського райревкому та парткому». Газета вийшла кілька разів та припинила своє існування до 1931 року, коли вона відновилась під назвою «Соціалістичний шлях». З січня 1962 року по вересень 1991 року газета мала назву «Вогні комунізму», після чого вона іменується «Бершадський край».
З 1999 року виходить щомісячний додаток «Бершадський кур'єр». У 2000 році редакція газети та дирекція місцевого сільгосптовариства «Прогрес» заснували премію імені Василя Думанського, яка кожного року вручається кращому громадському кореспонденту.
З 2016 року «Бершадський край» припинив бути комунальним ЗМІ та перейшов у власність колективу газети.
У 2020 році газета відзначила 100-річний ювілей.

## Головні редактори
- Байдалюк Павло Іванович (1988-1992, 2007-2012)[9]
- Шевчук Федір Харитонович (з 2013 р.)[10]

## Відзначення 100-річного ювілею

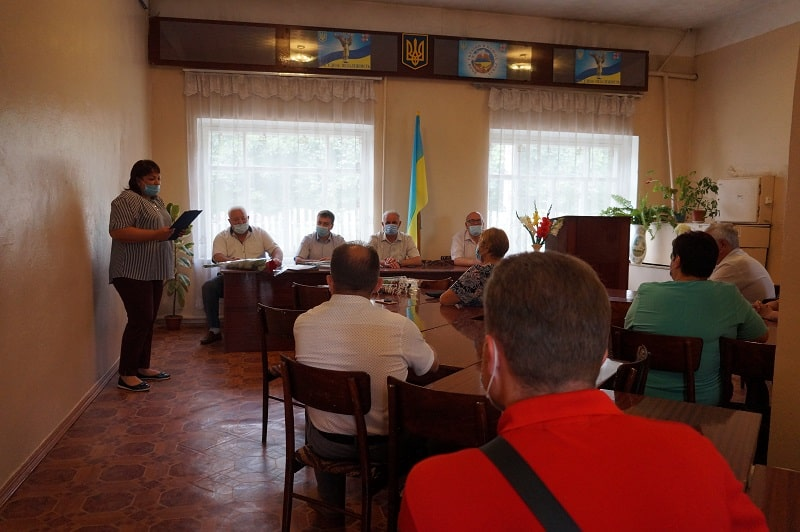
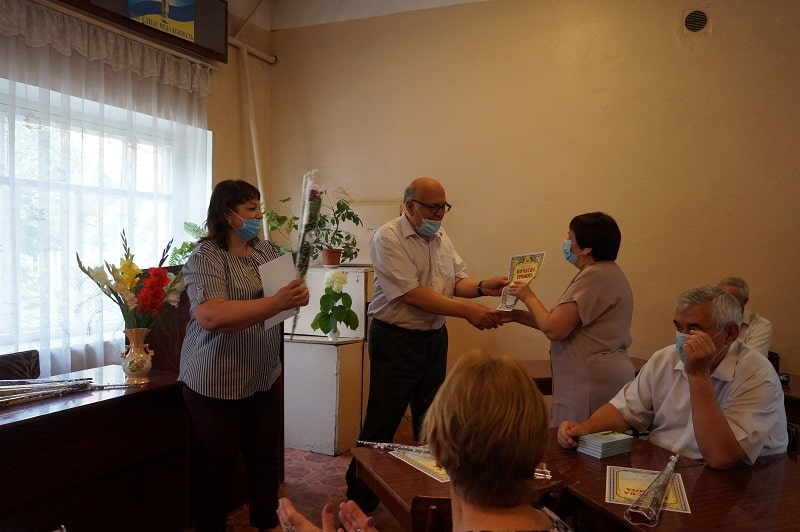
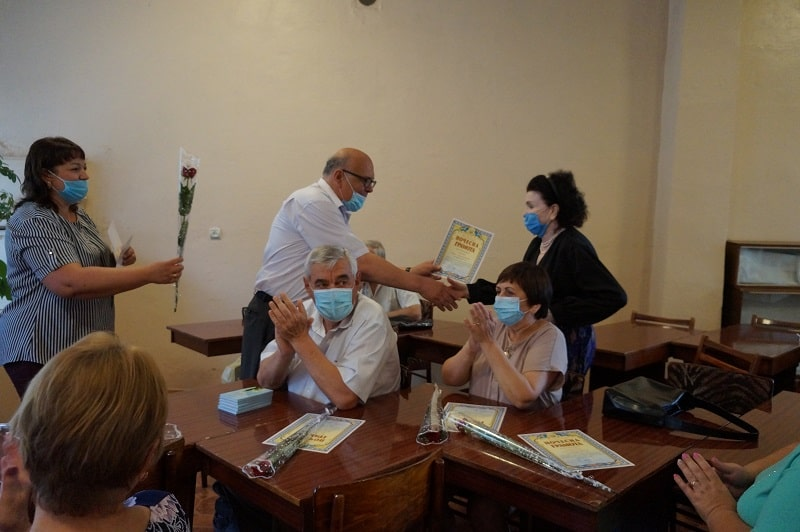
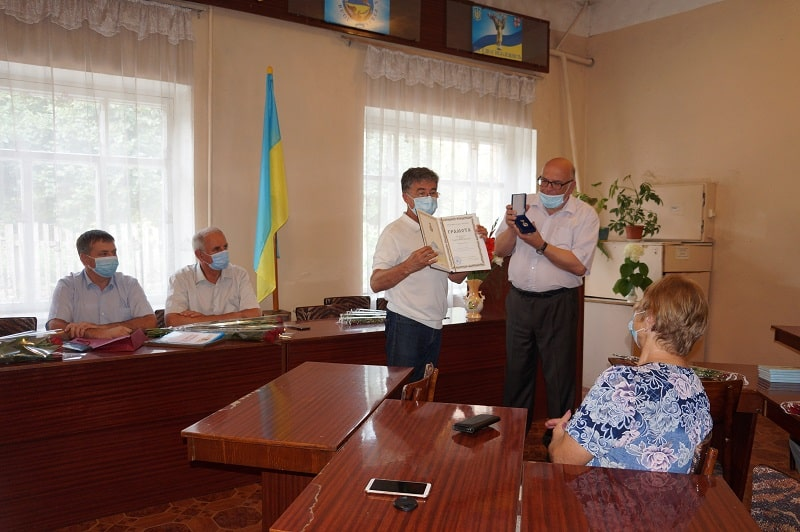

## Відомі журналісти
- Шевчук Федір Харитонович — Заслужений журналіст України[1]
- Ткачук Дмитро Васильович — Заслужений журналіст України[1]
- Маніленко Петро Васильович — Заслужений журналіст України[1]
- Байдалюк Павло Іванович — Золота медаль української журналістики[9]